# 1961-es magyar birkózóbajnokság
Az 1961-es magyar birkózóbajnokság az ötvennegyedik magyar bajnokság volt. A kötöttfogású bajnokságot április 15. és 16. között rendezték meg Budapesten, a Tüzér utcai csarnokban, a szabadfogású bajnokságot pedig április 22. és 23. között Budapesten, a Nemzeti Sportcsarnokban.

## Eredmények

### Férfi kötöttfogás
| Versenyszám  | Arany                              | Arany | Ezüst                        | Ezüst | Bronz                               | Bronz |
| ------------ | ---------------------------------- | ----- | ---------------------------- | ----- | ----------------------------------- | ----- |
| Lepkesúly    | Rádi István Kiskunfélegyházi Vasas |       | Kereszturi János Szegedi VSE |       | Kupcsik Lajos Diósgyőri VTK         |       |
| Légsúly      | Varga János Bp. Honvéd             |       | Völgyi László Újpesti Dózsa  |       | Tálos József Dunakeszi Magyarság SE |       |
| Pehelysúly   | Gutman József Diósgyőri VTK        |       | Sarkadi Viktor Kabai MEDOSZ  |       | Kátai József BVSC                   |       |
| Könnyűsúly   | Polyák Imre Újpesti Dózsa          |       | Müller Ferdinánd Vasas SC    |       | Wágner Kálmán Vasas SC              |       |
| Váltósúly    | Tarr Gyula BVSC                    |       | Deli József Vasas SC         |       | Tóth Gyula Bp. Honvéd               |       |
| Középsúly    | Zsibrita János Bp. Honvéd          |       | Vatai László Ferencvárosi TC |       | Kovács Sándor Bp. Honvéd            |       |
| Félnehézsúly | Gurics György Bp. Honvéd           |       | Kovács János Debreceni VSC   |       | Radics Lajos Ferencvárosi TC        |       |
| Nehézsúly    | Kozma István Vasas SC              |       | Vászin Péter Debreceni VSC   |       | Szabó Lajos Debreceni VSC           |       |

### Férfi szabadfogás
| Versenyszám  | Arany                      | Arany | Ezüst                         | Ezüst | Bronz                          | Bronz |
| ------------ | -------------------------- | ----- | ----------------------------- | ----- | ------------------------------ | ----- |
| Lepkesúly    | Páger Antal Bp. Honvéd     |       | Kupcsik Lajos Diósgyőri VTK   |       | Kiss Ferenc Ganz-MÁVAG VSE     |       |
| Légsúly      | Varga János Bp. Honvéd     |       | Völgyi László BVSC            |       | Járja István Bp. Honvéd        |       |
| Pehelysúly   | Fuszek Ferenc Bp. Honvéd   |       | Kellermann József Bp. Honvéd  |       | Andrási János Pécsi Kinizsi    |       |
| Könnyűsúly   | Hoffmann Géza Bp. Honvéd   |       | Tóth Lajos Csepel SC          |       | Viczek József Diósgyőri VTK    |       |
| Váltósúly    | Tóth Gyula Bp. Honvéd      |       | Krausz János Pécsi Kinizsi    |       | Villám György Szegedi VSE      |       |
| Középsúly    | Hollósi Géza Bp. Honvéd    |       | Kovács Sándor Bp. Honvéd      |       | Mizsei János Jászberényi Lehel |       |
| Félnehézsúly | Kovács János Debreceni VSC |       | Kiss Barbabás Ferencvárosi TC |       | Lengyel László Vasas SC        |       |
| Nehézsúly    | Vigh Imre Ferencvárosi TC  |       | Szabó Lajos Debreceni VSC     |       | Hőhn József Szegedi VSE        |       |